# Limatula ingolfiana
Limatula ingolfiana is een tweekleppigensoort uit de familie van de Limidae. De wetenschappelijke naam van de soort is voor het eerst geldig gepubliceerd in 1912 door Jensen.